# Battaglia di Noordhorn
La battaglia di Noordhorn fu uno scontro combattuto nell'ambito della guerra degli ottant'anni che si svolse il 30 settembre 1581 presso Noordhorn, negli attuali Paesi Bassi.

## Antefatto
Nel 1580, lo statolder di Frisia, George van Lalaing, conte di Rennenberg, cambiò bandiera e giurò fedeltà al governo spagnolo dei Paesi Bassi, retto in quel tempo da Alessandro Farnese. Nel luglio del 1581 dopo essere stato sconfitto da John Norreys e da Diederik Sonoy a Kollum, Lalaing si ammalò e morì nella città di Groninga. Il principe Farnese inviò uno dei suoi ufficiali di fiducia, lo spagnolo Francisco Verdugo, a prendere il posto del comandante defunto. Verdugo, nato a Talavera ma cresciuto tra i fiamminghi e sposato con la figlia dell'ultimo governatore dei Paesi Bassi, Ernst von Mansfeld; a livello militare aveva cominciato la sua carriera come semplice soldato e poi aveva raggiunto il rango di colonnello. Lo storico Charles Maurice Davies lo definì "un capo dotato e abile", e venne prescelto per gli incarichi che ricoprì al posto di altri candidati pure meritevoli come il colonnello Maarten Schenck van Nydeggen.

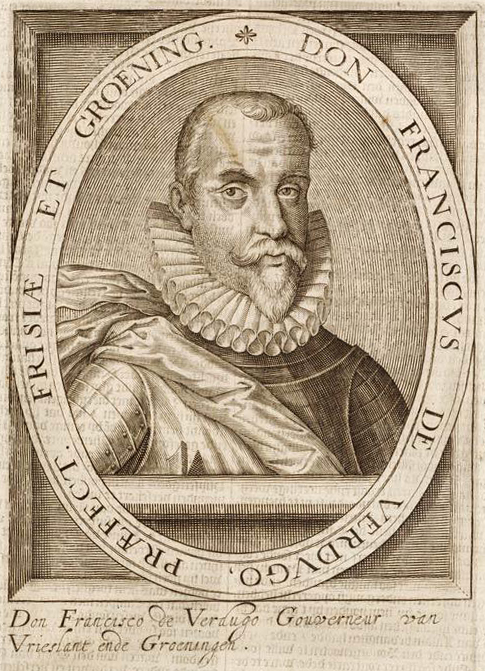
Francisco Verdugo, stadtholder di Frisia per conto di Filippo II di Spagna. Hillebrant Jacobsz. van Wouw I.

Verdugo, costretto dall'Unione di Arras (costituita da quelle province olandesi leali a Filippo II), con l'aiuto di suo cognato Karl von Mansfeld, reclutò un reggimento di 2000 archibugieri valloni e si aprì la strada verso la Frisia. Portando la sua fanteria nel villaggio di Kerpen, Verdugo venne a sapere che i ribelli olandesi avevano ottenuto da Colonia una compagnia di reiters (cavalieri leggeri armati di pistole) da Colonia, comandati da un capitano di nome Adam von Langen. Dal momento che Verdugo mancava sia di cavalieri che di picchieri, cercò una soluzione alternativa per raggiungere Groninga. Passando da Bredevoort e da Coevorden, Verdugo ed il suo reggimento raggiunsero Groninga dove Verdugo dovette fronteggiare un ammutinamento che si concluse solo dopo la sua distribuzione di 40 000 scudi tra gli ammutinati e col licenziamento di due compagnie di francesi provenienti dalla contea dell'Hainault. Attorniato unicamente da truppe leali, prese due fortezze olandesi, una alla foce del torrente Emden e l'altra presso Groninga.
L'arrivo e le azioni di Verdugo destabilizzarono la situazione della Frisia che sino a quel momento era rimasta favorevole ai ribelli olandesi. Nel corso del 1580, le forze olandesi che combattevano il conte di Rennenberg in Frisia non riuscirono ad impedirgli di prendere le città di Oldenzaal e Coevorden, ma nel dicembre di quello stesso anno, sotto la guida del colonnello inglese John Norreys, riuscirono a levare l'assedio dalla città di Steenwijk, minacciata dagli spagnoli. Norreys, nominato "Maestro di Campo" dagli Stati Generali olandesi, sconfisse l'esercito spagnolo nell'inverno del 1580-1581, costringendo il conte di Rennenberg a ritirarsi nel febbraio del 1581.

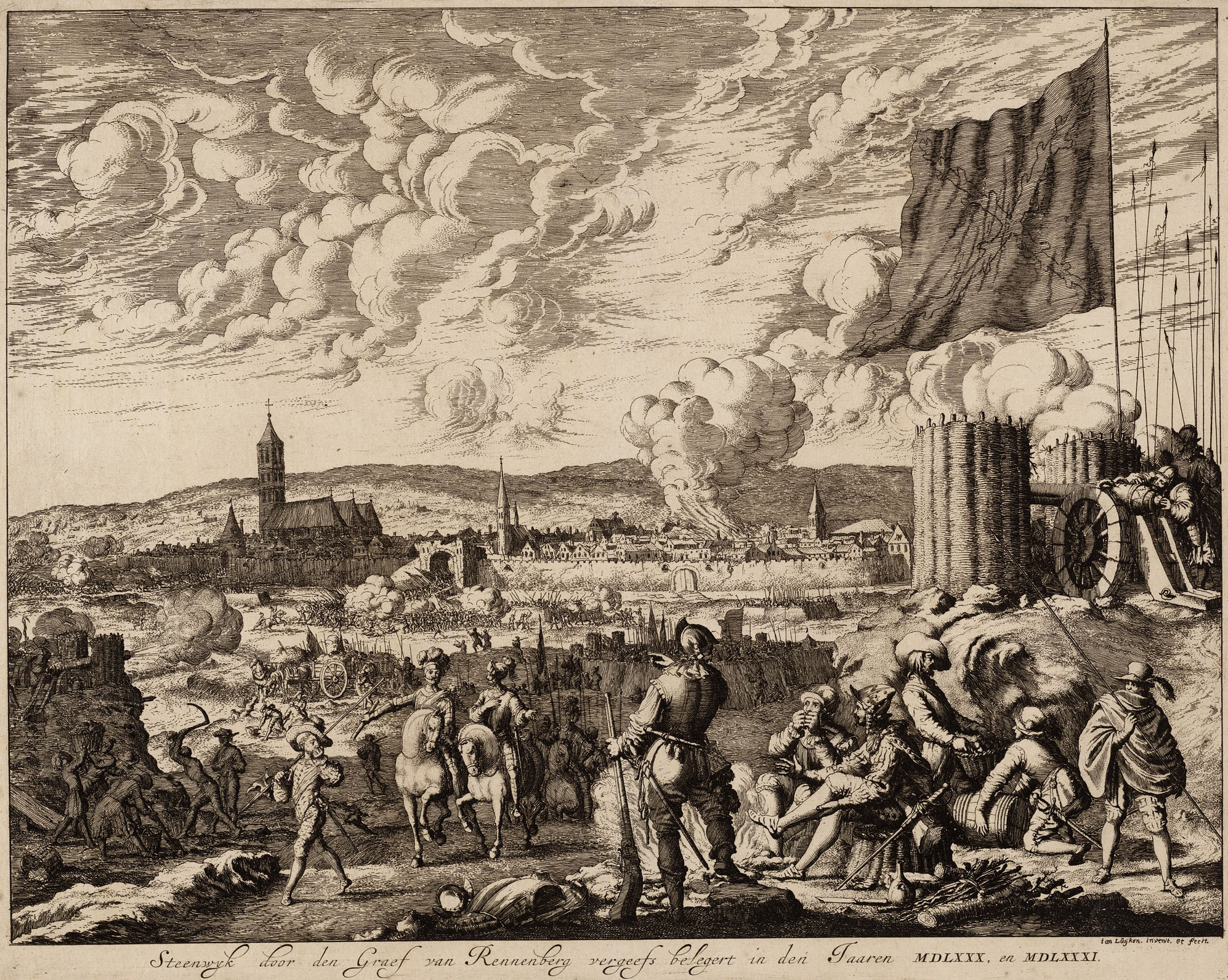
L'assedio di Steenwijk del 1580-81 ad opera del conte di Rennenberg. Incisione di Jan Luyken, 1679

Nel giugno del 1581, gli Stati Generali nominarono Norreys al rango di generale. Nell'agosto di quello stesso anno, il consiglio militare olandese, assembrato a Leeuwarden, chiese a Norreys di impedire che Verdugo riuscisse a penetrare ulteriormente nel paese, motivo per cui le sue trenta compagnie di fanteria vennero rinforzate con cinque compagnie di cavalleria al comando di Guglielmo Luigi di Nassau-Dillenburg. La prima mossa di Norreys era quella di assediare le fortezze spagnole attorno a Groninga, ma la mancanza di artiglieria adeguata glielo impedì. Inoltre, i soldati olandesi e valloni di Norreys erano scontenti di trovarsi sotto il comando di un generale straniero per quanto favorevole alla loro causa. Norreys trascorse i mesi estivi nel vano tentativo di bloccare Groninga, mentre Verdugo, che ben sapeva del dissenso tra gli olandesi, aspettò pazientemente nelle fortezze circostanti. All'inizio di settembre, dopo un fallito raid al suo campo, Verdugo era ormai certo delle intenzioni di Norreys e per queto avanzò con il suo esercito verso il nemico che era attestato al villaggio di Noordhorn.

## La battaglia

### Ordine di battaglia
L'esercito spagnolo, guidato da Francisco Verdugo, col tenente colonnello Johann Baptista von Taxis come secondo in comando, venne dispiegato presso il villaggio di Noordhorn, fiancheggiato alla sua sinistra da una serie di aree paludose. Cercando di intrappolare l'esercito di Norreys, gli spagnoli avevano livellato il terreno sul loro fianco destro così da facilitare la rincorsa agli inglesi e condurli verso di loro ad imbuto.
L'esercito spagnolo era organizzato in tre battaglioni di fanteria e due compagnia di cavalleria su ciascun lato: l'ala destra era coperta da archibugieri a cavallo valloni al comando di monsieur de Villers e dal caporale spagnolo Alonso Mendo, oltre ad un battaglione formato da metà del reggimento di fanteria di Verdugo. 200 archibugieri were detached later in a house nearby. Il centro era composto da un battaglione di fanti tedeschi al comando del tenente colonnello Guillaume de Monceau, e di Caspar de Robles, che era in precedenza la servizio del principe Farnese e che aveva lasciato il proprio comando al tenente colonnello Johann Baptista von Taxis. L'ala sinistra era composta da due compagnie di cavalleria (Famiano Strada le indica come tedesche sotto il comando di Wolfgang Prengier, mentre Alonso Vázquez cita un gruppo di cavalieri albanesi al comando del capitano Tomas Frate e un gruppo di valloni comandati dal barone de Bievres) oltre ad un battaglione formato da metà del reggimento a piedi di Verdugo. Verdugo impiegò anche 200 tra moschettieri e archibugieri.
L'esercito anglo-olandese al comando di John Norreys e del conte Guglielmo Luigi di Nassau-Dillenburg era costituito da 30 compagnie a piedi (11 inglesi e scozzesi al comando rispettivamente di Norreys e del colonnello Thomas Morgan, e 19 olandesi, frisiane e vallone oltre a quattro compagnie di cavalleria al comando dei capitani Hendrik van Eck, Goor, Elleborn e Roger Williams, quest'ultimo a capo di un gruppo di corazzieri inglesi. Vi era una certa ostilità tra Norreys e Morgan, dal momento che il principe d'Orange aveva favorito Norreys malgrado la maggiore esperienza di Morgan nei Paesi Bassi dove prestava servizio dal 1572. Quando il segretario e consigliere della regina Elisabetta, Francis Walsingham, chiese al principe d'Orange di nominare Morgan al rango di colonnello, questi rifiutò e Morgan attribuì questa scelta a Norreys.

### Lo scontro

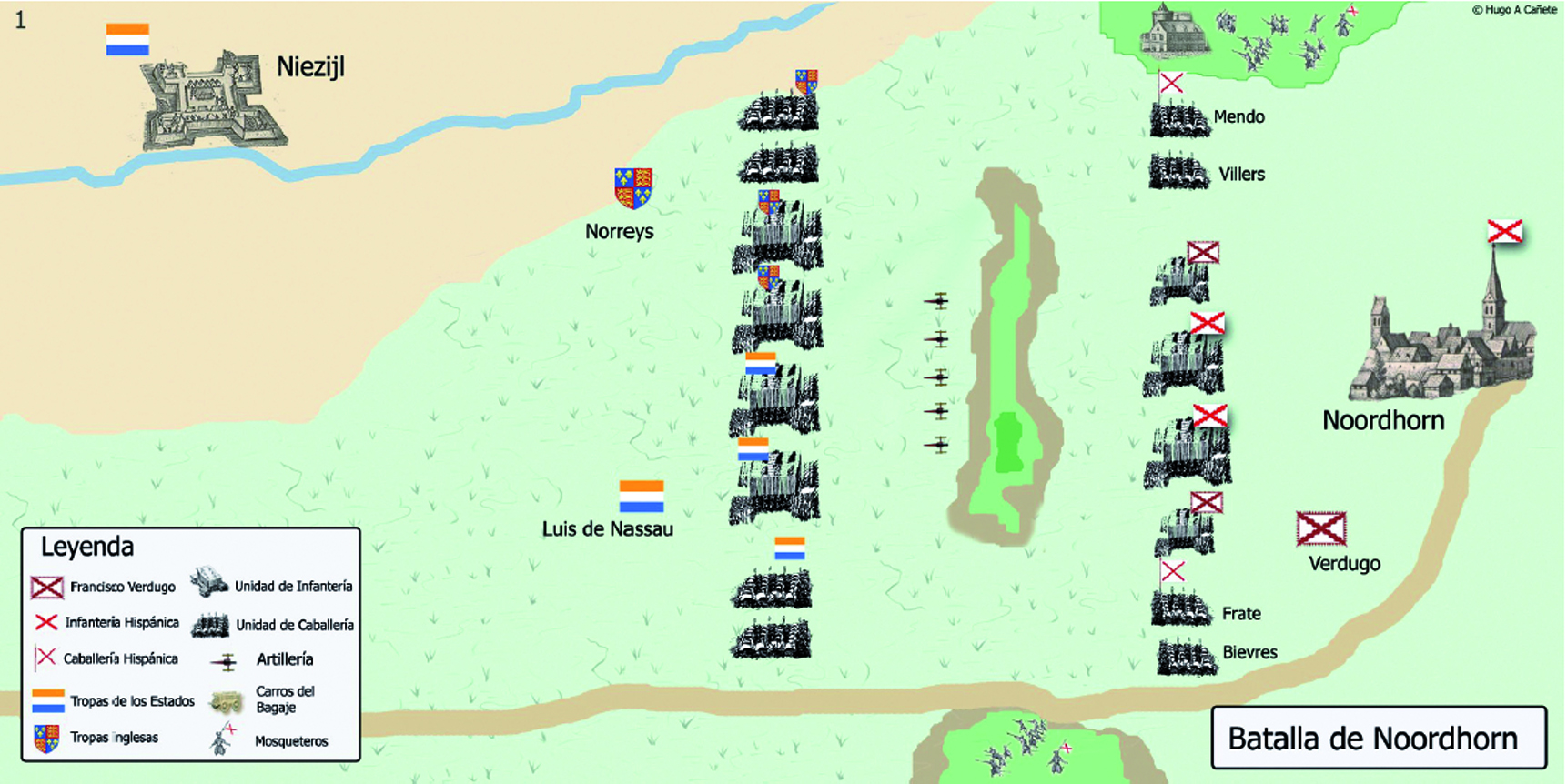
La posizione delle truppe all'inizio della battaglia di Noordhorn.

Avendo istruito le proprie truppe nel mantenere le proprie posizioni sino all'ordine dell'attacco, Verdugo inviò 200 moschettieri ad occupare una casa non lontana dal suo fianco destro, tra la posizione di Villers e quella delle sue compagnie di cavalieri, per tagliare l'avanzata dell'avanguardia anglo-olandese verso le posizioni spagnole. Fatto ciò, l'esercito spagnolo e quello anglo-olandese iniziarono delle piccole schermaglie. Verdugo era intenzionato a prendere una collina che si trovava al centro del terreno di scontro di modo da costringere Norreys ad avanzare. Gli inglesi aprirono il fuoco sui battaglioni spagnoli con cinque cannoni, ma il fuoco non ebbe l'effetto voluto per la natura del suolo: fonti spagnole riportano che nello scontro morì solo il tamburino di Verdugo. Notando come il bombardamento era alla fine risultato impossibile da sostenere, Norreys ordinò l'avanzata generale. La cavalleria olandese venne portata in avanti, fiancheggiata dalla fanteria inglese. Gli archibugieri di Monsieur de Villers ed i lanceri di Verdugo al comando del caporale Mendo ignorarono gli ordini del loro generale e caricarono la cavalleria olandese che li falcidiò. La fanteria inglese, su ordine di Norrey, caricò i fanti spagnoli da destra, rendendo ancora più difficile l'avanzata.

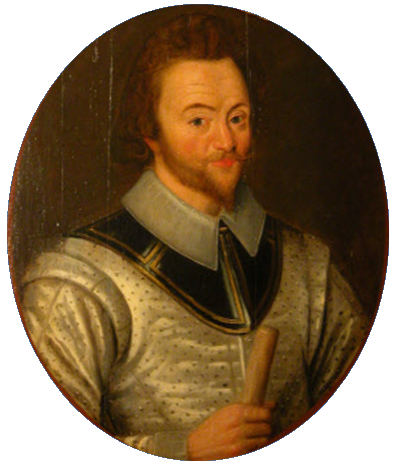
Sir John Norreys – autore sconosciuto, 1600–1629

Sulla sinistra, invece, il conte Guglielmo Luigi di Nassau avanzò col rimanente della cavalleria olandese ma venne fermato dal fuoco dei moschettieri dietro le trincee. Volendo rompere il fianco destro degli olandesi Verdugo caricò quindi alla testa della sua compagnia di albanesi e di quella del barone di Bievres. La cavalleria olandese, disorganizzata dal fuoco dei moschetti, non poté resistere alla corsa di Verdugo e si rivolse, rompendo le righe, contro gli inglesi. Tutt'altro che conscia del successo degli spagnoli sull'altro lato del campo, la fanteria inglese continuò a pressare il fianco destro degli spagnoli sino al raggiungimento dell'accampamento nemico. Quando gli inglesi realizzarono quanto era successo, ad ogni modo, cercarono di fuggire ma era ormai troppo tardi. Il centro dell'armata spagnola ed il fianco sinistro erano bloccati e per questo gli inglesi tentarono di salvarsi in una disperata fuga tra le trincee ma finirono in gran numero uccisi.
Nel frattempo, Verdugo tentò di bloccare il resto dell'armata nemica con le sue compagnie per scoprire appunto che il nemico si stava ormai ritirando. Per ben due volte il comandante spagnolo venne fatto prigioniero, ma alla fine, Norreys preferì liberarlo anziché prendersi il rischio di venire ulteriormente inseguito dagli spagnoli. Verdugo radunò a questo punto la sua cavalleria e completò la sconfitta degli anglo-olandesi distruggendo ciò che rimaneva della compagine nemica che cercava di salvare le bandiere reggimentali perché non cadessero nelle mani del nemico. Cl calar della notte, Verdugo radunò i suoi uomini e tornò a Noordhorn, dove formò uno squadrone, si inginocchiò e pregò rendendo grazie a Dio per la vittoria ottenuta.

## Conseguenze
La battaglia si rivelò "una grande tribolazione" per gli inglesi, come notato dal commerciante inglese Sir Christopher Hoddeson in una lettera scritta ad Anversa il 15 ottobre di quello stesso anno. Il francese Gillaume Baudart annotò come metà della fanteria olandese e un gran numero di cavalieri erano andati irrimediabilmente uccisi. Verdugo disse che le perdite dell'esercito nemico si attestavano tra le 2000 e le 3000 unità. Molti ufficiali inglesi ed olandesi morirono nello scontro: Charles van Wijngaerden, George Robert, Schul, Wynaert van Ommeren, Rets, Gerard Entens, Corneille Loevesschen e, per parte inglese, i capitani Cotton, Bishop, Fitzwilliams e Nisbeth, quest'ultimo in particolare per una ferita alla testa. Tra i capitani di cavalleria morirono Hendrik van Eck ed il tenente Bellewijn della compagnia di Elleborn. Entrambi i comandanti degli schieramenti vennero feriti: Norreys a una mano ed il conte Guglielmo Luigi a una gamba. L'esercito spagnolo non rese note le proprie perdite. Alonso Vázquez, un cronista contemporaneo e militare, scrisse che "i cattolici morti non erano più del tamburino di Verdugo, ma vi furono molti feriti". Charles Maurice Davies notò come "ben pochi furono i caduti dalla parte dei realisti".

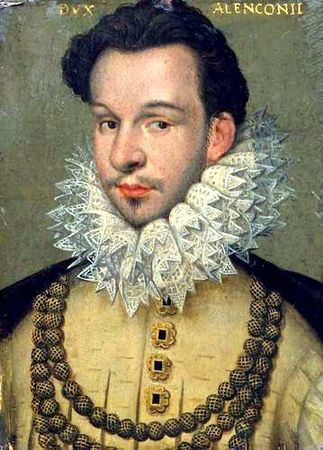
Francesco, duca d'Angiò – Nicholas Hilliard, 1577

Il giorno dopo la battaglia, i reggimenti tedeschi dell'esercito spagnolo, condotti dal capitano Jean van der Cloester, si ammutinarono nuovamente pretendendo la paga mensile. Verdugo inviò il capitano Pedrosa a portare la notizia della vittoria degli spagnoli al principe Farnese e, dopo aver fatto riposare le proprie truppe, tentò di catturare il forte di Niezijl col suo reggimento vallone, quattro sue compagnie di cavalleria ed alcuni volontari tra gli ammutinati tedeschi. Verdugo venne costrwtto ad abbandonare l'impresa per il cambio di stagione e le pesanti piogge che iniziarono ad interessare l'area e per questo tornò a Noordhorn. Le inondazioni autunnali rendevano il terreno della Frisia impossibile da percorrere per un esercito in formazione e per questo Verdugo decise di spostare le proprie truppe nel terreno più asciutto presso Assen, mentre Norreys portò il resto della sua armata presso il fiume IJssel. Un gruppo di 400 olandesi dell'esercito di Norreys si portò nel villaggio di Keppel, nella regione della Gheldria. Nel gennaio del 1582, Verdugo li distrusse e assediò Keppel ed il castello di Bronckhorst, ottenendo un nuovo successo.
Nel mese successivo molti soldati inglesi, che non erano pagati ed erano stati decimati dalle malattie oltre ad essere scontenti del progredire della guerra, tra i quali figurava il capitano Roger Williams, disertarono l'esercito olandese e si posero al servizio di Francesco, duca d'Angiò, nell'esercito francese. Col Trattato di Plessis-les-Tours, Francesco venne riconosciuto dagli Stati Generali olandesi come sovrano dei Paesi Bassi al posto di Filippo II di Spagna. Anche Norreys, alla fine, si pose al comando del duca d'Angiò.